# Ivan Dyčko
Ivan Fëdorovič Dyčko (in russo Иван Фёдорович Дычко?; in kazako Иван Фёдорұлы Дычко?; Rudnyj, 11 agosto 1990) è un pugile kazako, della categoria dei pesi supermassimi.

## Carriera pugilistica
Attualmente Dyčko è allenato da Vladimir Shairer e Sapabek Mukushev.
Ha partecipato ad una edizione dei giochi olimpici (Londra 2012), una dei campionati del mondo (Baku 2011) ed una ai campionati asiatici (Zhuhai 2009).

### Principali incontri disputati
Statistiche aggiornate al 19 agosto 2016.
| Evento              | Edizione            | Categoria             | Trentaduesimi | Sedicesimi                         | Ottavi                                   | Quarti                                | Semifinale                                 | Finale                                    | Pos. | Note        |
| ------------------- | ------------------- | --------------------- | ------------- | ---------------------------------- | ---------------------------------------- | ------------------------------------- | ------------------------------------------ | ----------------------------------------- | ---- | ----------- |
| Campionati asiatici | Zhuhai 2009         | Supermassimi (+91 kg) | N.D.          | N.D.                               | N.D.                                     | Zhang Zhilei ( Cina) P 0-9            | non qualificato                            | non qualificato                           | 5º   | [ 1 ]       |
| Mondiali            | Milano 2009         | Supermassimi (+91 kg) | N.D.          | Dominik Milko ( Slovacchia) V RSC  | Denis Sergeev ( Russia) P 11-15          | non qualificato                       | non qualificato                            | non qualificato                           | 9º   | [ 2 ]       |
| Giochi asiatici     | Guangzhou 2010      | Supermassimi (+91 kg) | N.D.          | N.D.                               | Bye                                      | Sardor Abdullayev ( Uzbekistan) V 8-1 | Rohollah Hosseini ( Iran) V 6-4            | Zhang Zhilei ( Cina) P 5-7                |      | [ 3 ] [ 4 ] |
| Mondiali            | Baku 2011           | Supermassimi (+91 kg) | N.D.          | Milutin Stanković ( Serbia) V 14-2 | Zhang Zhilei ( Cina) V 13-7              | Filip Hrgović ( Croazia) V 20-16      | Magomedrasul Majidov ( Azerbaigian) P 9-16 | non qualificato                           |      | [ 5 ]       |
| Olimpiadi           | Londra 2012         | Supermassimi (+91 kg) | N.D.          | N.D.                               | Erik Pfeifer ( Germania) V 14-4          | Simon Kean ( Canada) V 20-6           | Anthony Joshua ( Regno Unito) P 11-13      | non qualificato                           |      | [ 6 ]       |
| Mondiali            | Almaty 2013         | Supermassimi (+91 kg) | N.D.          | Bye                                | István Bernáth ( Ungheria) V 3-0         | Satish Kumar ( India) V Rit.          | Erik Pfeifer ( Germania) V 3-0             | Magomedrasul Medžidov ( Azerbaigian) P KO |      |             |
| Mondiali            | Doha 2015           | Supermassimi (+91 kg) | N.D.          | Bye                                | Rafael Lima ( Brasile) V 3-0             | Florian Schulz ( Germania) V 3-0      | Bakhodir Jalolov ( Uzbekistan) V 2-1       | Tony Yoka ( Francia) P 0-3                |      |             |
| Olimpiadi           | Rio de Janeiro 2016 | Supermassimi (+91 kg) | N.D.          | N.D.                               | Magomedrasul Medžidov ( Azerbaigian) TKO | Efe Ajagba ( Niger) V 3-0             | Joe Joyce ( Regno Unito) P 0-3             | non qualificato                           |      |             |